# La Patrouille
 (octobre 2023).
Si vous disposez d'ouvrages ou d'articles de référence ou si vous connaissez des sites web de qualité traitant du thème abordé ici, merci de compléter l'article en donnant les références utiles à sa vérifiabilité et en les liant à la section « Notes et références ».
La Patrouille (The Long Patrol) est le dixième tome de la série de romans de fantasy pour la jeunesse Rougemuraille de Brian Jacques. Il fut publié en 1997.
Dans l'ordre chronologique de l'histoire, il est précédé par Les Perles de Loubia et suivi par les Ombrenards.